# Amertaler See
Amertaler See är en sjö i Österrike.   Den ligger i distriktet Zell am See och förbundslandet Salzburg, i den centrala delen av landet, 300 kilometer väster om huvudstaden Wien. Amertaler See ligger 2 255 meter över havet. Arean är 0,17 kvadratkilometer. Den sträcker sig 0,6 kilometer i nord-sydlig riktning, och 0,4 kilometer i öst-västlig riktning.
Trakten runt Amertaler See består i huvudsak av gräsmarker. Runt Amertaler See är det ganska glesbefolkat, med 26 invånare per kvadratkilometer.